# Pól Brennan

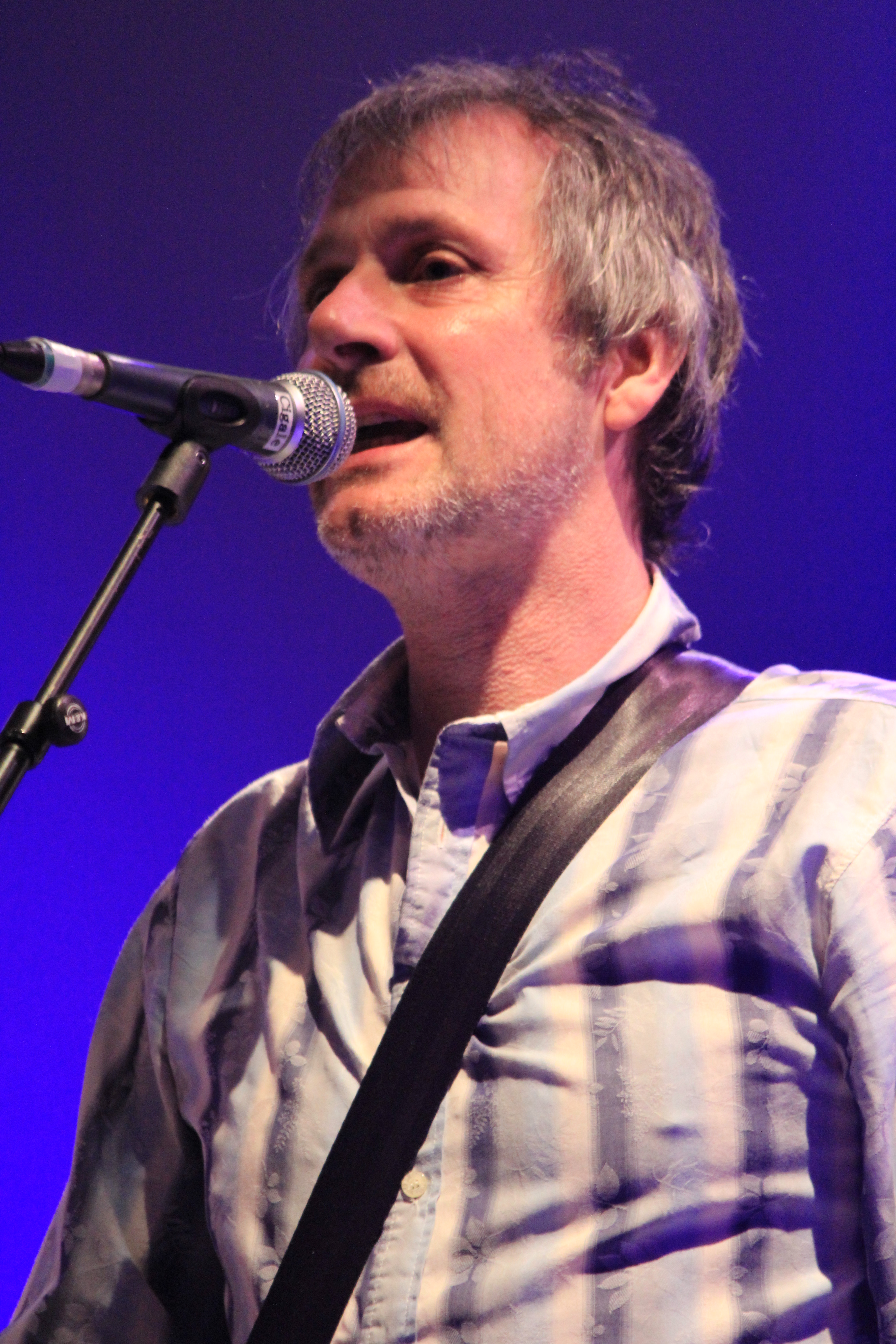
Pól Brennan (2013)

Pól Brennan (irisch Pól Ó Braonáin, * 22. April 1956 in Gweedore, Irland) ist ein irischer Sänger, Musikproduzent und Songwriter. Er ist Mitglied der Band Clannad und ein Bruder von Enya, Moya Brennan und Ciaran Brennan.

## Leben
Brennan trat mit seinen Geschwistern schon früh im Pub ihres Vaters Leo auf. Zusammen mit den Onkeln Noel und Padraig Duggan gründete er die Band Clannad, deren erstes Album 1973 erschien. In der Gruppe spielte er Gitarre, Flöte und Bongos. Zusammen mit seinem Bruder Ciarán war er für einen Großteil der Kompositionen der Band verantwortlich. Die von ihm mitkomponierte Single Theme from Harry's Game erreichte 1982 Platz 5  der britischen Musikcharts. 1989 trennte er sich zugunsten einer Solokarriere von der Band. Zusammen mit dem japanischen Musiker Joji Hirota und dem Chinesen Guo Yue veröffentlichte er 1992 unter dem Namen Trísan ein gleichnamiges Album. 1993 folgte eine Tournee durch die USA.
Brennan komponierte Musik für verschiedene Spielfilme. So schrieb er unter anderem den Soundtrack zu Allein gegen das Verbrechen und Kings. Für letzteren gewann er 2008 den IFTA-Award.
Bei den Auftritten und Tourneen von Clannad ab 2007 war er vielfach wieder Mitglied der Gruppe.

## Filmografie
- 1984: Robin Hood (Robin of Sherwood)
- 1989: Atlantic Realm
- 1992: Die Stunde der Patrioten (Patriot Games)
- 2000: Allein gegen das Verbrechen (When the Sky Falls)
- 2002: Puckoon
- 2004: Faszination Planet Erde (Sacred Planet)
- 2005: Mee-Shee: The Water Giant
- 2007: Kings
- 2009: Dust

## Auszeichnungen
- 2008: IFTA-Award für Kings